# 李小林
李小林（1953年10月21日—），女，湖北红安（ 原稱黄安縣 ）人氏，中华人民共和国政治人物，曾任第十二届全国政协常委，中國人民對外友好協會会长。她的父亲李先念在邓小平执政时期曾经出任中国国家主席和全国政协主席，她也是中国人民解放军空军上将刘亚洲的妻子。

## 生平
1972年4月到1975年9月，于武汉大学学习。1975年起任中国人民对外友好协会美大处处长。1982年-1983年，在美国加州大学洛杉矶分校学习美国历史，取得硕士学位。
2011年9月任中国人民对外友好协会会长、党组书记。2015年9月，陪同中华人民共和国领导人习近平访问美国。2020年4月9日卸任中国人民对外友好协会会长，由前驻南非大使林松添接任。

## 荣誉
- 第八届武汉大学杰出校友

### 外国勋章奖章
- 国家功绩大军官勋章（法语：Ordre du Mérite (Sénégal)）（塞内加尔，2012年12月5日于达喀尔总统府颁发[3]）
- 友谊勋章（越南，2017年1月13日于北京钓鱼台国宾馆颁发[4][5]）

## 参看
- 李先念
- 刘亚洲

| 民事職務      | 民事職務                                      | 民事職務      |
| ------------- | --------------------------------------------- | ------------- |
| 前任： 陈昊苏 | 中国人民对外友好协会会长 2011年9月－2020年4月 | 繼任： 林松添 |